# Chazelet
Chazelet is een gemeente in het Franse departement Indre (regio Centre-Val de Loire) en telt 118 inwoners (2009). De plaats maakt deel uit van het arrondissement Le Blanc.

## Geografie
De oppervlakte van Chazelet bedraagt 12,0 km², de bevolkingsdichtheid is dus 9,8 inwoners per km².
De onderstaande kaart toont de ligging van Chazelet met de belangrijkste infrastructuur en aangrenzende gemeenten.

## Demografie
Onderstaande figuur toont het verloop van het inwonertal (bron: INSEE-tellingen).